# Rolinda Sharples
Rolinda Sharples (Bath, ged. 1 oktober 1793 – Bristol, 1838) was een Britse schilder.

## Biografie
Rolinda Sharples werd geboren in een kunstenaarsfamilie. Haar vader was James Sharples en haar moeder was Ellen Wallas. Kort na de doop van Rolinda vertrok de familie naar de Verenigde Staten. Het schip werd tijdens de reis echter gekaapt door een Frans schip, waardoor het gezin ruim een halfjaar noodgedwongen doorbracht in Brest. Nadat ze waren vrijgelaten zetten ze hun reis voort.
In Amerika maakte het hele gezin kopieën van het werk van vader James. Ellen voedde haar dochter Rolinda op en bracht haar ook een interesse in schilderen bij en leerde haar tekenen. Op dertienjarige leedtijd werkte Rolinda volop mee in het familiebedrijf. In 1801 keerde de familie terug uit de Verenigde Staten en woonde zij achtereenvolgens in Bath, Bristol en Londen. In 1806 keerde vader James met zijn zoons terug naar de Verenigde Staten en het zou drie jaar duren voordat ook Ellen en Rolinda de zeereis zouden maken.
Tijdens hun verblijf in New York overleed in 1811 James Sharples. Na zijn begrafenis keerde het gezin terug naar Engeland. Na haar terugkeer verdiende Rolinda haar geld met het schilderen van portretten met olieverf en bekwaamde ze zich ook in het schilderen van historiestukken. Ze werd in 1827 erelid van de Royal Society of British Artists en was een van de eerste vrouwelijke kunstenaars die composities met meerdere figuren schilderde. Enkele werken van Sharples werden tentoongesteld in de Royal Academy.
In de laatste jaren van haar leven leefde ze samen met haar moeder in Bristol. In 1838 overleed ze aan borstkanker.

## Galerij

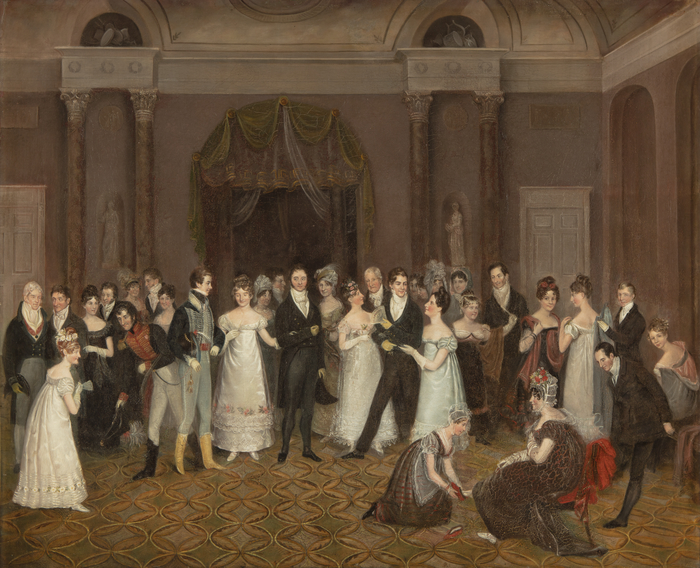
De garderobekamer bij de Clifton Assembly Rooms, 1818
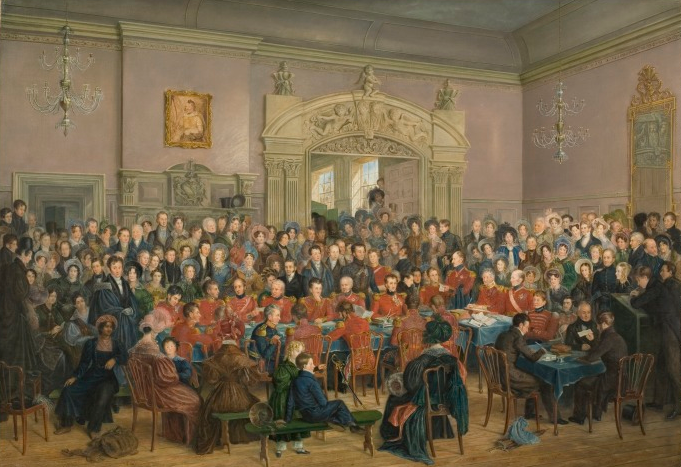
De berechting van Thomas Brereton, 1831
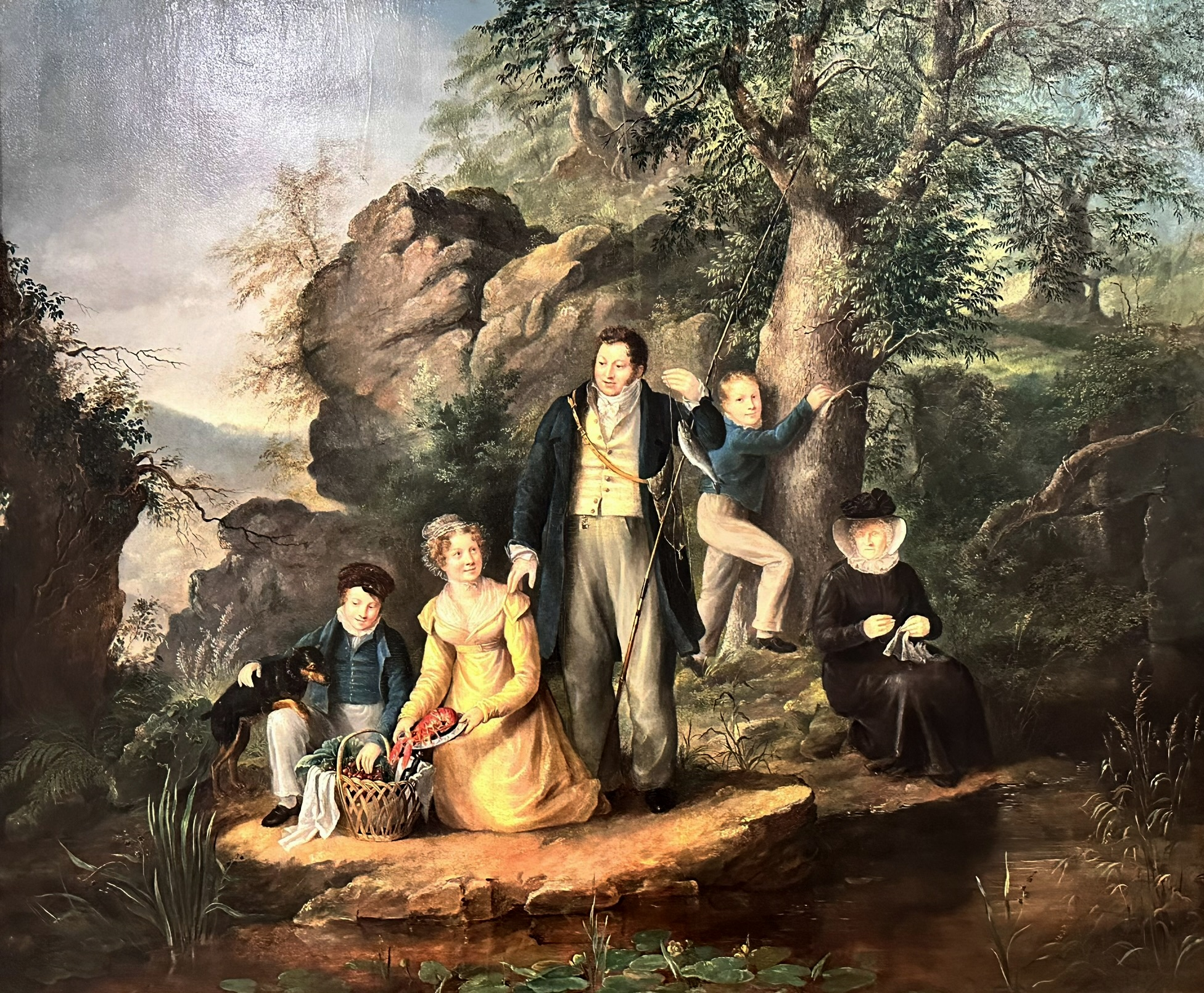
Een picknick in Engeland, 1825
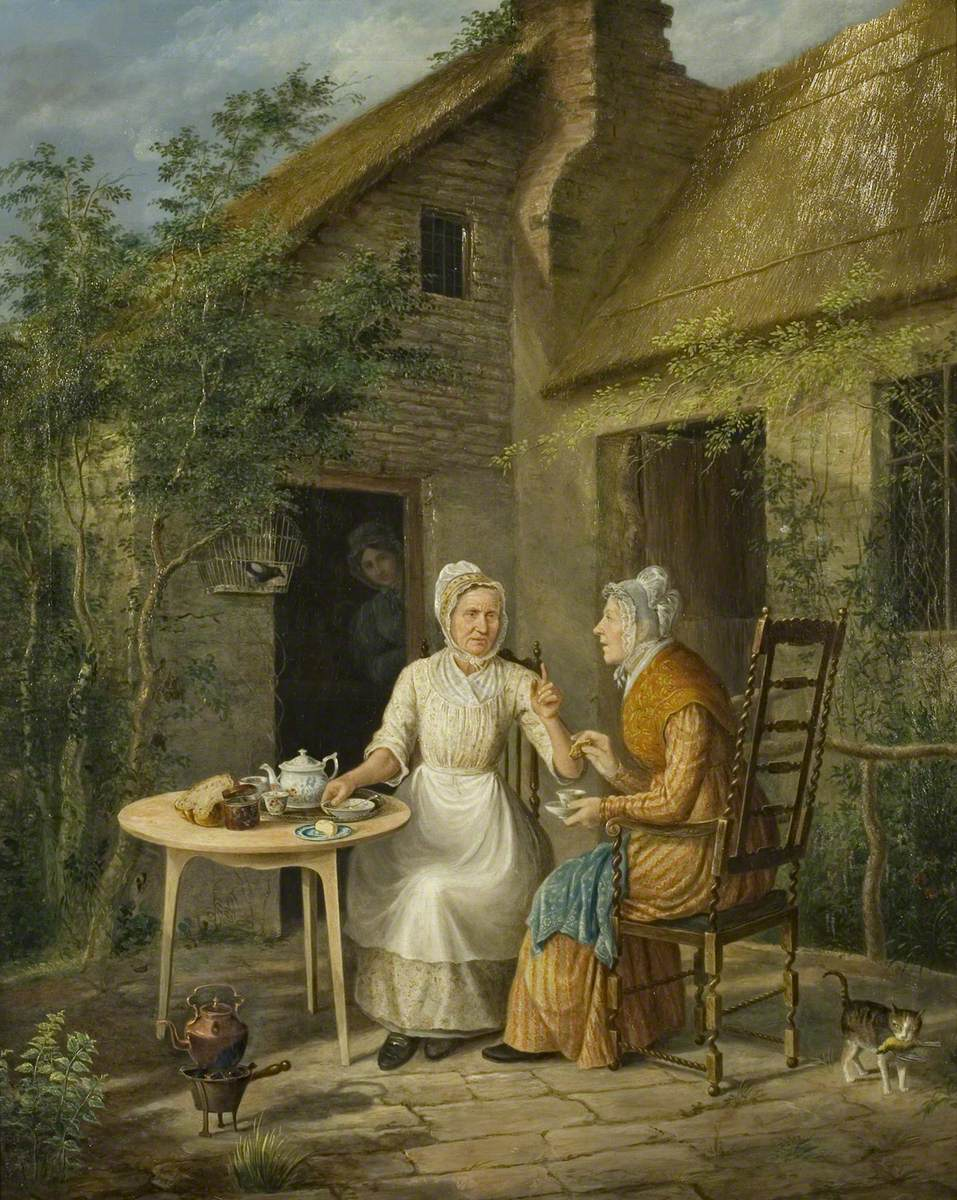
Dorpsroddels, 1828